# 이케다촌 (시즈오카현)
이케다촌(池田村)은 시즈오카현 이와타군에 설치되었던 촌이다. 현재의 이와타시에 해당한다.